# Stondon Massey
Stondon Massey – wieś w Anglii, w hrabstwie Essex, w dystrykcie Brentwood. Leży 15 km na południowy zachód od miasta Chelmsford i 35 km na północny wschód od Londynu.